# M0NESY
Ilya Vyacheslavovich Osipov známý spíše jako „m0NESY“ (* 1. května 2005) je ruský profesionální hráč videohry Counter-Strike 2. K roku 2025 je jedním z nejvýznamnějších hráčů této videohry. Od roku 2023 se v žebříčku nejlepších hráčů umisťuje pravidelně v první desítce, k roku 2024 byl označen jako vůbec druhý nejlepší po Danilu Kryshkovetskovi. Vzhledem ke svému věku je zároveň jedním z nejmladších hráčů této videohry, kteří se historicky v těchto žebříčcích umístili na prvních místech. 

## Kariéra
Videohru Counter-Strike začal hrát ve svých pěti letech na počítači svého bratra. O tři roky později začal hrát titul Counter-Strike: Global Offensive. Po dvou letech aktivního hraní tohoto titulu dosáhl ve věku desíti let vůbec nejvyšší dosažitelné úrovně v této videohře, zvané Global Elite. O další dva roky později, tedy ve věku 12 let, dosáhl nejvyššího možného skóre na platformě třetí strany zvané Faceit.  
V lednu 2020 se stal členem mládežnického týmu organizace Natus Vincere zvaného NAVI Junior. V březnu 2020 proto dostal pozvání k účasti na prestižním turnaji Faceit PRO League pro nejlepší ne-profesionální hráče videohry. 
Do popředí se dostal zejména v roce 2022, když byl portálem HLTV oceněn jako nováček roku, tou dobou již jako člen týmu G2 Esports, kdy začal rychle zaznamenávat první významné úspěchy na profesionální scéně, například spolu se svým týmem vyhrál turnaj Blast Premier. V dubnu 2025 se m0NESY stal členem Teamu Falcons.